# Gastropacha
Genre
Gastropacha est un genre d’insectes lépidoptères (papillons) de la famille des  Lasiocampidae.
Selon les classifications, ce genre se trouve dans la sous-famille des Pinarinae ou dans celle des Gastropachinae ou dans celle des Lasiocampinae. 

## Liste des espèces
Selon BioLib (8 janvier 2022) :
- Gastropacha acutifolia Roepke, 1953
- Gastropacha africana Holland, 1893
- Gastropacha clathrata Bryk, 1948
- Gastropacha coreana Matsumura, 1927
- Gastropacha eberti De Lajonquière, 1967
- Gastropacha encausta Hampson, 1900
- Gastropacha hoenei De Lajonquière, 1976
- Gastropacha horishana Matsumura, 1927
- Gastropacha insularis Zolotuhin, 2005
- Gastropacha javanus Draeseke, 1942
- Gastropacha koniensis Tams, 1935
- Gastropacha leopoldi Tams, 1935
- Gastropacha longipennis Hering, 1941
- Gastropacha minima De Lajonquière, 1979
- Gastropacha orientalis Sheljuzhko, 1943
- Gastropacha pardale (Walker, 1855)
- Gastropacha philippinensis Tams, 1935
- Gastropacha populifolia (Denis & Schiffermüller, 1775) — la Feuille-morte du peuplier ou le Bombyx des feuilles de peuplier.
- Gastropacha prionophora Tams, 1935
- Gastropacha quercifolia (Linnaeus, 1758) — la Feuille-morte du chêne.
- Gastropacha remnaumovi Zolotuhin, 2005
- Gastropacha sikkima Moore, 1879
- Gastropacha silvestris Strand, 1918
- Gastropacha weberi Tams, 1929
- Gastropacha xenapates Tams, 1935

## Espèces européennes
Selon Fauna Europaea (8 janvier 2022) :
- Gastropacha (Stenophylloides) populifolia
- Gastropacha (Gastropacha) quercifolia